# Stije Resink
Stije Resink (Amsterdam, 28 mei 2003) is een Nederlands voetballer die als middenvelder voor FC Groningen speelt.

## Carrière
Stije Resink speelde in de jeugd van AFC IJburg en Almere City FC, waar hij in 2021 een contract tot medio 2023 tekende. Hij debuteerde voor Almere City op 15 januari 2021, in de met 2-5 gewonnen uitwedstrijd tegen Jong AZ. Hij kwam in de 66e minuut in het veld voor Faris Hammouti. In zijn tweede wedstrijd, een invalbeurt in de laatste minuut tegen FC Dordrecht, gaf hij de assist op de 3-0 van Faris Hammouti. Na afloop van het seizoen 2022/23 promoveerde hij met Almere City naar de Eredivisie.
Medio 2024 maakte hij de overstap naar FC Groningen.

### Statistieken
| Seizoen                    | Club           | Land           | Competitie     | Competitie | Competitie | Beker | Beker | Overig | Overig | Totaal | Totaal |
| Seizoen                    | Club           | Land           | Competitie     | Wed.       | Dlp.       | Wed.  | Dlp.  | Wed.   | Dlp.   | Wed.   | Dlp.   |
| -------------------------- | -------------- | -------------- | -------------- | ---------- | ---------- | ----- | ----- | ------ | ------ | ------ | ------ |
| 2020/21                    | Almere City FC | Nederland      | Eerste divisie | 5          | 0          | 0     | 0     | 0      | 0      | 5      | 0      |
| 2021/22                    | Almere City FC | Nederland      | Eerste divisie | 20         | 0          | 0     | 0     | 0      | 0      | 20     | 0      |
| 2022/23                    | Almere City FC | Nederland      | Eerste divisie | 36         | 4          | 2     | 0     | 4      | 0      | 42     | 4      |
| 2023/24                    | Almere City FC | Nederland      | Eredivisie     | 32         | 1          | 3     | 0     | –      | –      | 35     | 1      |
| 2024/25                    | Almere City FC | Nederland      | Eredivisie     | 3          | 0          | 0     | 0     | –      | –      | 3      | 0      |
| 2024/25                    | FC Groningen   | Nederland      | Eredivisie     | 29         | 5          | 1     | 1     | 0      | 0      | 30     | 6      |
| Carrièretotaal             | Carrièretotaal | Carrièretotaal | Carrièretotaal | 125        | 10         | 6     | 1     | 4      | 0      | 135    | 11     |
| Bijgewerkt t/m 28 mei 2025 |                |                |                |            |            |       |       |        |        |        |        |